# Françoise Hardy
Françoise Madeleine Hardy (París, 17 de gener de 1944 - 11 de juny de 2024) va ser una cantant i actriu francesa.

## Biografia
Hardy va créixer en el 9è districte de París amb la seva germana més jove Michèle.
Les seves primeres influències musicals van ser dels intèrprets de la chanson francesos Charles Trenet i Cora Vaucaire, així com els cantants anglesos Paul Anka, els Everly Brothers, Cliff Richard, Connie Francis i Marty Wilde, que ella escoltava en l'emissora de ràdio en anglès Radio Luxembourg.
Després d'un any a La Sorbona va contestar un anunci de diari que buscava cantants joves. Va signar el seu primer contracte amb la discogràfica Vogue el novembre de 1961. L'abril de 1962, poc després de deixar la universitat, va aparèixer la seva primera cançó Oh Oh Chéri, escrita per Johnny Hallyday. La seva cançó, Tous les garçons et les filles, a l'altra cara del disc, va esdevenir un èxit i va liderar la moda de la música yé-yé a França. Se'n van vendre més d'un milió de còpies, i li va ser atorgat un certificat de vendes discogràfiques. La cançó va aconseguir el lloc 36è en la llista de singles del Regne Unit el 1964.
Hardy cantava en francès, anglès, italià, alemany i té dues interpretacions en castellà i una en portuguès. El 1963 va quedar cinquena en el Festival de la Cançó d'Eurovisió, on va representar Mònaco amb L'amour s'en va. El 1963, va rebre el Magnífic Prix du Disque de l'Académie Charles-Cros.
El 1981, es va casar amb Jacques Dutronc, que és el pare del seu fill, Thomas Dutronc, nascut el 1973.
El 1994, va col·laborar amb el grup de pop britànic Blur en La Comedie, versió de To the end. El 1995, va cantar al single de Malcolm McLaren Revenge of the Flowers. La cançó apareix en el seu Àlbum conceptual Paris. El maig de 2000, va tornar amb l'àlbum Clair Obscur on el seu fill tocava la guitarra i el seu marit cantava el duet Puisque vous partez en voyage. Iggy Pop i Étienne Daho també hi van participar. També va enregistrar un duet amb Perry Blake, que va escriure dues cançons per Tant de belles choses. Per aquest àlbum, Hardy va guanyar el trofeu Artista Femenina de l'Any a la cerimònia Victoires de la musique el 2005.

## Discografia
- Tous les garçons et les filles (1962); als EUA també coneguda com All the Boys and Girls[10] (1965)
- Le premier bonheur du jour (1963)
- Françoise Hardy canta per voi en italiano (1963)
- Mon amie la Rose (1964)
- En Deutschland (1965)
- L'Amitié (1965)
- Françoise Hardy Canta en anglès (1966)
- La Maison où j'ai grandi (1966)
- Ma jeunesse fout le camp... (1967)
- En anglais (1968)
- Comment te dire adieu (1968)
- Un-Nou-Set-Zero (1969)
- Träume (1970)
- Soleil (1970)
- La Qüestió (1971)
- Et si je m'en vais avant toi (1972)
- Si Escoltes (1972)
- Personnel de message (1973)
- Entr'acte (1974)
- Estrella (1977)
- J'écoute de la musique saoûle (1978)
- Gin Tonic (1980)
- À Suivre (1981)
- Quelqu'un qui s'en va (1982)
- Décalages (1988)
- Le Danger (1996)
- Clair-obscur (2000)
- Tant de belles choses (2004)
- (Parenthèses...) (2006)
- La Pluie sans parapluie (2010)
- L'Amour fou (2012)

## Filmografia
- Nutty, Naughty Chateau, dirigida per Roger Vadim (1963)
- What's New Pussycat?, dirigida per Clive Donner (1965, aparició en l'escena final)
- Masculin, féminin, dirigida per Jean-Luc Godard (1966)
- A Bullet Through the Heart, dirigida per Jean-Daniel Pollet (1966)
- Grand Prix, dirigida per John Frankenheimer (1966)
- Les Colombes, dirigida per Jean-Claude Lord (1972)
- Si c'était à refaire, dirigida per Claude Lelouch (1976, cantant)